# Софія Померанська-Волгаст
Софія Померанська-Волгаст (пол.: Zofia Bogusławówna; анг.: Sofia of Pomerania-Wolgast) (бл. 1380–1381 – бл. 1408) – поморська княжна, донька князя Померансько-Вольгастського Богуслава VI, дружина та вдова-регент правителя Ґотланда принца Еріка І Мекленбурзького. Перед тим як вона змушена була залишити острів, вона недовго правила Ґотландом після смерті чоловіка у 1397 році.

## Життєпис
Народилась бл. 1380 р. у родині Померансько-Вольгастського князя Богуслава VI. 12 або 13 лютого 1396 року вийшла заміж за шведського принца Еріка I, князя Мекленбурзького, сина скинутого шведського короля Альберта. Вона супроводжувала князя Еріка на острів Ґотланд, який він завоював і правив за допомогою загонів Віталійських братів. 
Від цього шлюбу, ймовірно, народила одна дитина, що померла рано. 26 липня 1397 року князь Ерік помер, і Софія ненадовго стала правителькою-регентом Ґотланда. Після цього керуючим «hövitsman» на Ґотланді став шляхтич Свен Стуре, спільник Віталійських братів. 
1398 року Софія змушена була покинути острів, разом зі Свеном Стуре та двоюрідним братом чоловіка, князем Йоханом Мекленбурзьким, коли Вісбю було захоплено Тевтонськими лицарями. 
Вона вийшла заміж за Ніколаса V, князя Верле-Варенського і стала матір'ю Ютти з Верле, дружини принца Генріха Мекленбург-Старгардського.